# Cast in Steel
Cast in Steel – dziesiąty album studyjny norweskiego zespołu a-ha. Został wydany 4 września 2015.
Standardowe wydanie zawiera 12 utworów. Istnieje również wersja bonusowa, dwupłytowa (Deluxe Edition), zawierająca sześć dodatkowych utworów, z których pięć pochodzi z poprzedniej płyty studyjnej Foot of the Mountain (w zmienionej aranżacji muzycznej). Oprócz tego wydano również płytę winylową, po pięć utworów na każdej stronie (płyta gramofonowa nie zawiera utworów „She’s Humming A Tune” oraz „Giving Up The Ghost”).

## Lista utworów
Standard Edition / CD1 (Deluxe Edition)
1. „Cast In Steel” – 3:51
2. „Under The Makeup” – 3:23
3. „The Wake” – 3:45
4. „Forest Fire” – 3:56
5. „Objects In The Mirror” – 4:14
6. „Door Ajar” – 3:46
7. „Living At The End Of The World” – 4:06
8. „Mythomania” – 3:49
9. „She’s Humming A Tune” – 4:02
10. „Shadow Endeavors” – 4:22
11. „Giving Up The Ghost” – 4:16
12. „Goodbye Thompson” – 3:35

CD2 (Deluxe Edition)
1. „The End Of The Affair”
2. „Mother Nature Goes To Heaven” (Original Version)
3. „Nothing Is Keeping You Here” (Original Version)
4. „Shadowside” (Demo Version)
5. „Start The Simulator” (Stereophonic Mix)
6. „Foot Of The Mountain” (Mark Saunders Remix)

## Skład zespołu
a-ha
- Morten Harket – wokalista
- Magne Furuholmen – instrumenty klawiszowe
- Paul Waaktaar-Savoy – gitara

Pozostali muzycy i współtwórcy płyty
- Steve Osborne(inne języki)
- Alan Tarney(inne języki)
- Martin Terefe(inne języki)
- Mark Saunders(inne języki)
- Peter Kvint(inne języki)
- Erik Ljunggren(inne języki)
- Ole Sverre Olsen(inne języki)

i inni